# Guido M. Breuer
Guido Michael Breuer (* 1967 in Düren) ist ein Unternehmensberater und Schriftsteller aus der Eifel.
Guido M. Breuer ist hauptberuflich selbstständiger Krimiautor. Gelernt hat er den Beruf des Bankkaufmannes. Danach studierte er in Aachen Marketing, Technologie- und Innovationsmanagement sowie Germanistik und Philosophie in Bonn. Seine Jugendjahre verbrachte er in Blens.
Breuer ist in die Reihe der Eifelkrimiautoren einzureihen, da er Krimis schreibt, die vorwiegend in seiner Heimat, der Nordeifel, spielen. Er erfand den Hobbyermittler Opa Bertold, der in einem Altersheim in Nideggen lebt und mehrere Kriminalfälle löst.
2013 veröffentlichte er gemeinsam mit dem Koch Patrick P. Panahandeh die kulinarische Krimikomödie Trattoria Finale.
Guido Breuer lebt und schreibt heute in Ennepetal.

## Werke

### Kriminalromane

#### Opa-Berthold-Reihe
- All die alten Kameraden, KBV-Verlag 2009, ISBN 3-940077-51-8.
- Altes Eisen, 2010, KBV-Verlag 2010, ISBN 3-940077-79-8.
- Alte Narben, 2011, KBV-Verlag 2011, ISBN 3-942446-07-3.
- Nach alter Mörder Sitte, KBV-Verlag 2012, ISBN 3-942446-45-6.
- Alte Sünden, KBV-Verlag 2014, ISBN 978-3-95441-163-4

#### Weitere Kriminalromane
- (zusammen mit Patrick P. Panahandeh) Trattoria Finale. Ein Kriminalroman um Killer, Köche und Kannibalen, KBV-Verlag 2013, ISBN 978-3-942446-86-0.
- Die Maiskolbenmörder. Ein Eifel-Krimi, Langen Müller 2014, ISBN 978-3-7844-3341-7.

### Thriller
- Der Schmetterlingsmörder, dotbooks 2015, ISBN 978-3-95824-306-4.
- Das Lazarus-Syndrom, Bastei Lübbe 2016, ISBN 978-3-7325-2793-9.
- Final Game – Blutige Abrechnung, beThrilled/Bastei Lübbe 2018, ISBN 978-3-7325-5040-1.

### Kurzkrimis in Anthologien
- Am Haken, in: Jacques Berndorf (Hg.): Tatort Eifel 2, KBV-Verlag 2009.
- Quo Vadis Salutaris, in: Carsten Sebastian Henn (Hg.): Wein, Mord und Gesang. Eine kriminelle Reise durch Deutschlands Weinbaugebiete, KBV-Verlag 2010.
- Santa Klaus bittet zur Kasse, in Manfred Lang (Hg.): Eifel-Winter. Herrliche Geschichten für lange Abende vor und nach Weihnachten, KBV-Verlag 2010.
- Dauntown-Blues, in: Ralf Kramp (Hg.): Tatort Eifel 3, KBV-Verlag 2011.
- Geteilter Meinung, in: Alexander Pfeiffer (Hg.): Krimi Kommunale 2,  Kommunal- und Schul-Verlag 2011.
- Wenn es Nacht wird in der Eifel, in Regine Kölpin (Hg.): Aufgebockt und Abgemurkst. Kurzkrimis für Campingfreunde, KBV-Verlag 2012.
- Zug um Zug, in: Peter Godazgar (Hg.): Ruhe sanft in Sachsen-Anhalt. Kurzkrimis aus dem Land der Frühaufsteher, KBV-Verlag 2013.
- Ultra-all-inclusive, in: Regina Schleheck und Mechthild Zimmermann (Hg.): Sonne, Mord und Ferne. Urlaubsgeschichten,  Viaterra Verlag 2013.